# Danny Harris
Pour les articles homonymes, voir Harris.
 Danny Lee Harris (né le 7 septembre 1965 à Torrance) est un athlète américain spécialiste du 400 mètres haies.

## Carrière sportive
Danny Harris remporte la médaille d'argent du 400 m haies des Jeux olympiques d'été de 1984 à Los Angeles, s'inclinant face à son compatriote Edwin Moses. Il établit l'année suivante la meilleure performance de l'année en 47 s 63, à l'occasion du Meeting de Zürich.
En 1987, lors du meeting de Madrid, Harris parvient à dominer Edwin Moses, invaincu sur 400 m haies depuis 1976. Ce dernier remporte néanmoins le titre des Championnats du monde de Rome, conservant un avantage de deux centièmes de seconde sur Harris.
Cinquième seulement des sélections olympiques américaines en 1988, il n'obtient pas sa qualification pour les Jeux de Séoul. Le 10 juillet 1991, Danny Harris réalise la meilleure performance de sa carrière en établissant 47 s 38 lors du Meeting de Lausanne. Il se classe quelques jours plus tard 5e des Championnats du monde de Tokyo.

## Palmarès

### Jeux olympiques
- Jeux olympiques d'été de 1984 à Los Angeles :
  -  Médaille d'argent du 400 mètres haies

### Championnats du monde
- Championnats du monde d'athlétisme 1987 à Rome :
  -  Médaille d'argent du 400 mètres haies
- Championnats du monde d'athlétisme 1991 à Tokyo :
  - 5e de la finale du 400 mètres haies